# 686
Раннє Середньовіччя. Триває чума Юстиніана. У Східній Римській імперії триває правління Юстиніана II. Більшу частину території Італії займає Лангобардське королівство, деякі області належать Візантії. Франкське королівство розділене між правителями з династії Меровінгів. Іберію займає Вестготське королівство. В Англії триває період гептархії. Авари та слов'яни утвердилися на Балканах. Центр Аварського каганату лежить у Паннонії. Існують слов'янські держави: Карантанія та Перше Болгарське царство.
Омеядський халіфат займає Аравійський півострів, Сирія, Палестина, Персія, Єгипет, частина Північної Африки. У Китаї триває правління династії Тан. Індія роздроблена. У Японії триває період Ямато. Хазарський каганат підпорядкував собі кочові народи на великій степовій території між Азовським морем та Аралом. Відновився Тюркський каганат.
На території лісостепової України в VII столітті виділяють пеньківську й празьку археологічні культури. У VII столітті тривало швидке розселення слов'ян. У Північному Причорномор'ї співіснують різні кочові племена, зокрема булгари, хозари, алани, авари, тюрки.

## Події
- Королівство Кент завойоване Вессексом.
- У Японії після смерті Темму владу захопила імператриця Дзіто.
- Розпочався понтифікат Конона.
- У підкореному мусульманами Єгипті розпочався період іконоборства: знищуються хрести, усі церкви зобов'язані мати на дверях напис: «Магомет великий апостол Божий, Христос апостол Божий. Бог не народжувався і не може бути народженим»[1].

## Виноски
1. ↑  Leslie William Barnard The Graeco-Roman and oriental background of the iconoclastic controversy. BRILL, 1974 (ISBN 978-90-04-03944-5)